# توني كينورثي
توني كينورثي (بالإنجليزية: Tony Kenworthy)‏ هو مدرب كرة قدم ولاعب كرة قدم بريطاني، ولد في 30 أكتوبر 1958 في ليدز في المملكة المتحدة. لعب مع شيفيلد يونايتد ونادي مانسفيلد تاون.